# Catedral de San Felipe Neri (Los Teques)
La Catedral de San Felipe Neri o Catedral de Los Teques es el máximo Templo, por su historia y ubicación, de la ciudad de Los Teques, y sede la Diócesis de Los Teques; se encuentra ubicada en el centro histórico de la ciudad en la Parroquia Catedral del Municipio Guaicaipuro, en el estado Miranda en Venezuela, específicamente al frente de la reconocida Plaza Bolívar de Los Teques.

## Historia
Los Teques nació hace más de cuatro siglos como pobre y desasistida aldea de indios, donde con el transcurrir de los años se asentaron los colonos españoles. No se cumplió aquí, en estas tierras de Guaicaipuro, aquellas rígidas formalidades ordenadas por los Reyes de España de elegir cuidadosamente el sitio de fundar, de afirmar el derecho de conquista arrancando el jefe del ejército poblacional unos puños de hierba, de dar con su espada tres golpes sobre el suelo y, finalmente, retar a duelo a quien se opusiera al acto de fundación. Los Teques no tuvo acta de nacimiento, ni contó en un principio con una sencilla capilla, ni se entronizó ninguna imagen como símbolo protector de los moradores.
Andando el tiempo, en el siglo XVIII, La Familia Fernández Ascanio estableció un modesto oratorio. Allí celebró misa el primer cura párroco de los Teques, el bachiller Manuel Antonio Fernández Feo, el día 17 de septiembre de 1778. A este joven dinámico y emprendedor sacerdote es que la pequeña aldea debe su primera iglesia inaugurada solemnemente el 31 de mayo de 1790.
Era un templo modesto, de tapias, rafas y tejas, con su sacristía, el baptisterio, el campanario, un altozano de dos varas de alto, un órgano comprado en Caracas, varias imágenes, destacándose entre ellas el glorioso San Felipe Neri, patrono de la parroquia.
Desde ese año de 1790 la feligresía pudo oír misa, bautizar a sus hijos, celebrar los matrimonios en el propio pueblo de Los Teques, sin tener que desplazarse a pie o en bestias de carga a los lejanos templos de San Diego de los Altos y Macarao, cercano a la Hacienda Las Adjuntas.
Cuenta con un órgano del fabricante francés Aristide Cavaillé-Coll que fue construido en Caracas en 1893 y trasladado a Los Teques en 1967.